# Länsstyrelse
Länsstyrelse is in Zweden de benaming van het kantoor dat de landshövding ondersteunt in zijn taken in een van de län van het land. De län (provincies) zijn feitelijk alleen maar een administratieve indeling. Op bestuurlijk gebied valt de provincie uiteen in een deel dat rijkstaken uitoefent, onder verantwoordelijkheid van de landshövding en het democratisch gekozen bestuur in de provincie, de landsting. De landsting is een openbaar lichaam dat bestuurd wordt door de landstingsfullmäktige. 